# Paul Rebane
Paul Rebane, född 25 juni 1943, är en svensk jurist som var lagman i Arvika tingsrätt från 2000 till 2005.
Rebane utnämndes till rådman i Arvika tingsrätt 1 september 1988 och till att inneha ett långtidsvikariat som rådman i Eksjö tingsrätt 25 november 1989. Den 3 februari 2000 utsågs han på ett tidsbegränsat förordnande som lagman i Arvika tingsrätt..